# Belmonte de San José
Belmonte de San José è un comune spagnolo di 138 abitanti situato nella comunità autonoma dell'Aragona.
Fa parte di una subregione aragonese denominata Frangia d'Aragona. Lingua d'uso, è, da sempre, un dialetto derivato dal catalano occidentale.